# Hospital Universitário Ana Bezerra
O Hospital Universitário Ana Bezerra (HUAB) é um hospital universitário da Universidade Federal do Rio Grande do Norte (UFRN) localizado na cidade de Santa Cruz. Atualmente o hospital é vinculado ao Sistema Único de Saúde através da Rede Ebserh.

## Histórico
O Hospital Universitário Ana Bezerra (HUAB) foi inaugurado em 04 de fevereiro de 1952, construído com recursos do governo estadual e municipal e então denominado Associação de Proteção à Maternidade e a Infância de Santa Cruz.
Em 02 de agosto de 1966, com a criação do Centro Rural Universitário de Treinamento e Ação Comunitária (CRUTAC) em Santa Cruz pelo então Reitor Onofre Lopes, teve como objetivo a extensão da Universidade as cidades interioranas, e o HUAB passou a servir como campo de estágio, vinculando-se a Universidade Federal do Rio Grande do Norte.
No decorrer do tempo, o hospital tem construído os processos assistenciais, de ensino, pesquisa e extensão, sendo referência na atenção à saúde materno-infantil na região do Trairi, Potengi e adjacências, cumprindo um importante papel dentro do sistema de saúde do estado do Rio Grande do Norte.
Importante destacar que o hospital foi protagonista na implantação da Faculdade de Ciências de Saúde do Trairi (FACISA) no ano de 2007, também vinculada à UFRN, bem como, vem recebendo ao longo dos anos acadêmicos de vários cursos da UFRN e instituições de ensino parceiras. As atividades acadêmicas são administradas pela Gerência de Ensino e Pesquisa e destacam o gerenciamento contínuo dos graduandos e alunos dos cursos técnicos em estágios, das residências médicas e multiprofissional, das especializações em saúde, das pesquisas e dos projetos de extensão articulados com profissionais, discentes e comunidade.

## Atendimento

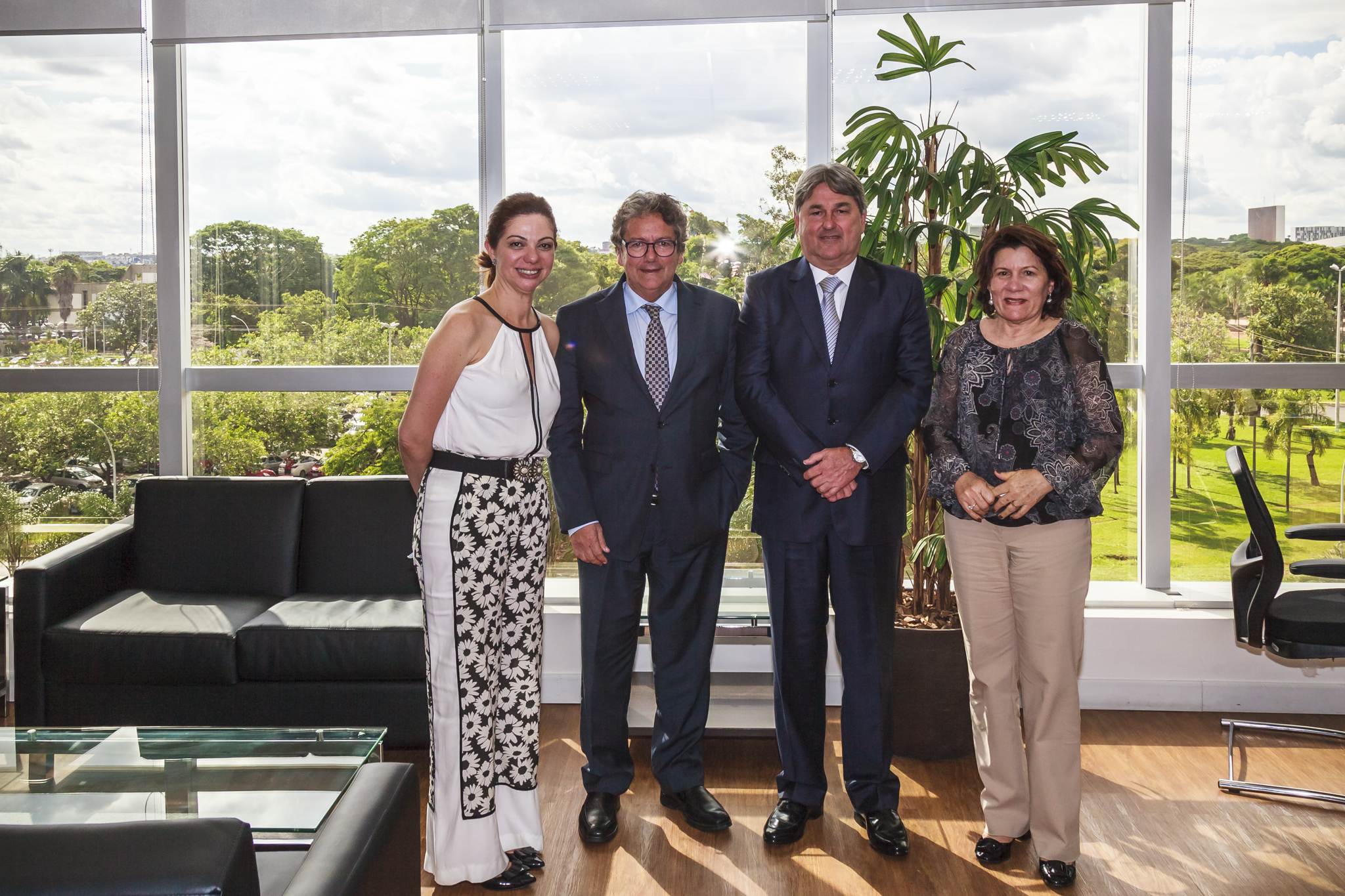
A Prefeita de Santa Cruz-RN, Fernanda Costa Bezerra e a Reitora da UFRN, Ângela Maria Paiva Cruz, visitam a Ebserh para tratar sobre o HUAB.

O Hospital mantém o seu papel na assistência a saúde do município de Santa Cruz (a 115 km de Natal) e cidades vizinhas. Recebe acadêmicos de vários cursos da Universidade, oferecendo estágio no atendimento prestado à população. Esta unidade tem investido num serviço qualificado com especial atenção a mulher e a criança, destacando-se:
- Ambulatório: pré-natal; ginecologia; atendimento pediátrico; puericultura; prevenção do câncer ginecológico; nutrição; clínica geral, assistência odontológica.
- Enfermarias: pediatria, obstétrica e ginecologia (clínica e cirúrgica), clínica médica feminina.
- Urgências obstétricas: nesse sentido, o Hospital Universitário Ana Bezerra tem intensificado o seu processo de humanização, informatização, aquisição de novos equipamentos, capacitando o servidor e promovendo a cidadania, objetivando a reconstrução de perfis profissionais, e aperfeiçoar sua colaboração na promoção de saúde no interior do Rio Grande do Norte.
- Humanização: o Hospital Universitário Ana Bezerra vem assumindo uma postura humanizada baseando-se no Humaniza SUS, que visa à valorização dos diferentes sujeitos implicados no processo de produção de saúde: usuários, trabalhadores e gestores. Dentro dessas premissas, o HUAB implantou o Projeto de Gestão Humanizada desde 1999, tendo como objetivo fundamental aprimorar as relações entre profissionais de saúde e usuários, dos profissionais entre si e do hospital com a comunidade.[8]

## Avaliação
O Hospital Universitário Ana Bezerra, da Universidade Federal do Rio Grande do Norte (HUAB-UFRN), vinculado à Rede Ebserh, obteve a 8ª colocação de um total de 38 hospitais universitários avaliados pelos residentes na pesquisa de satisfação conduzida pela Ouvidoria Geral da Ebserh em 2022. A média de nota obtida entre todos os itens avaliados no HUAB foi 7,4, estando acima da média nacional, que é 6,8.